# Circuit de Lohéac
Der Circuit de Lohéac ist ein Motorsportpark in der Gemeinde Lohéac in der Bretagne in Nordwest-Frankreich. Die Anlage umfasst fünf verschiedene Strecken und ist unter anderem regelmäßiger Austragungsort der Rallycross-Weltmeisterschaft.

## Geschichte
Die Anlage entstand auf Betreiben von Michel Hommell, dem Gründer der Michel-Hommell-Gruppe, der als Verleger von Automobilzeitschriften und zwischenzeitlicher Sportwagenfabrikant bekannt wurde. Auf der Strecke wurde am 5. September 1976 der erste französische Rallycross-Wettbewerb ausgetragen.

## Streckenbeschreibung

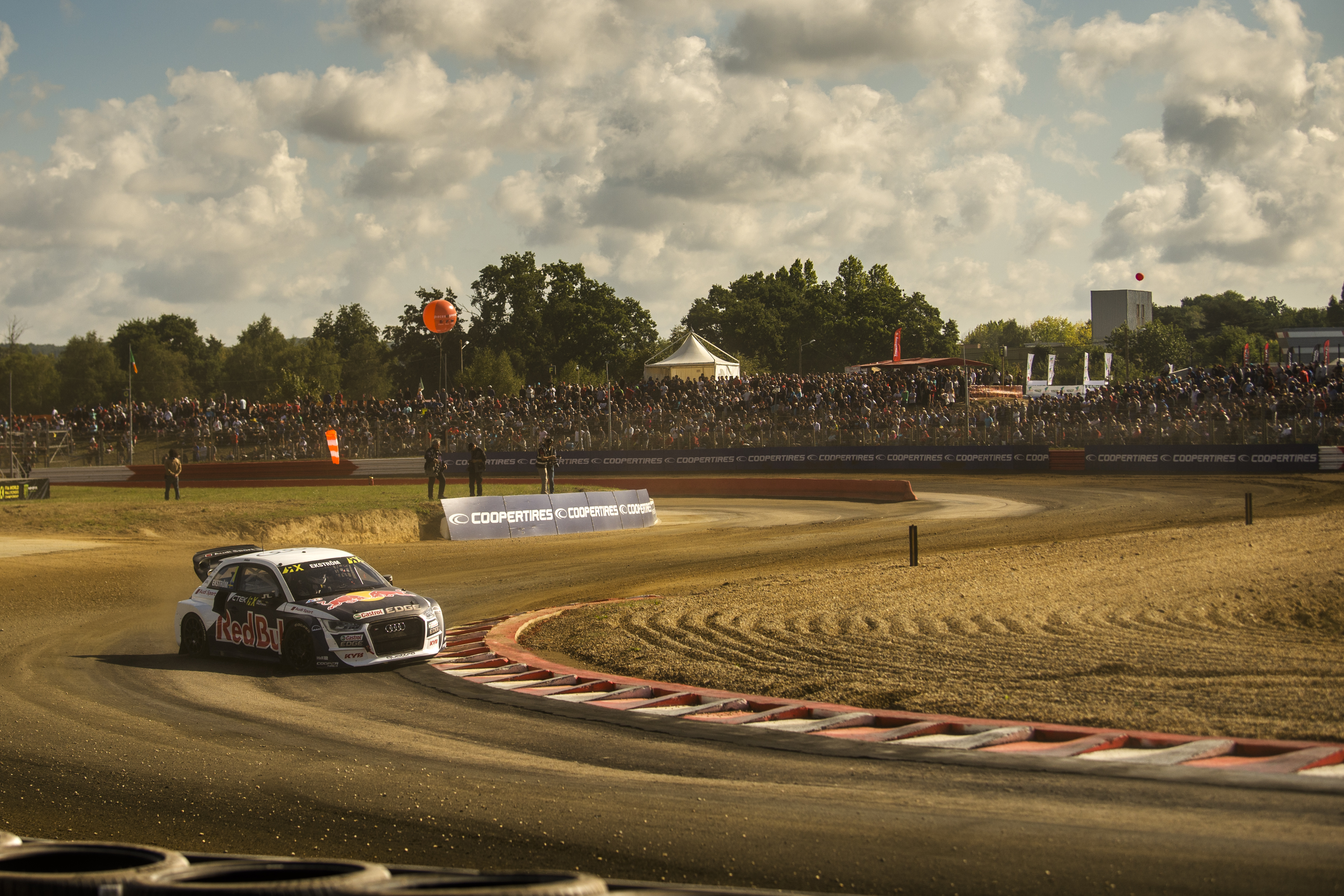
Rallycross-WM 2017 in Lohéac

Der Motorsportpark umfasst die folgenden Anlagen:
- Eine 1,15 km lange Rallycross-Strecke mit Schotter- und Asphaltanteilen
- eine 2,5 km lange permanente Rennstrecke
- eine Supermoto-Strecke
- eine Kartbahn
- eine Motocross-Übungsstrecke

## Veranstaltungen
Von 1976 bis 2012 fand hier jedes Jahr ein Lauf der französischen Rallycross-Meisterschaft statt. Seit der Einführung der FIA-Rallycross-Weltmeisterschaft im Jahr 2014 findet auf der Strecke der französische Lauf der Serie statt. Parallel dazu wird auch die europäische Rallycross-Meisterschaft in den Klassen Supercar EuroRx und S1600 ausgetragen. Das bedeutet, dass insgesamt mehr als 120 Fahrer an 2 Tagen 170 bis 180 Starts absolvieren. 